# 龙与地下城2：龙王的愤怒
《龙与地下城2：龙王的愤怒》（英語：Dungeons & Dragons 2: Wrath of the Dragon God），根据3D电脑游戏《龙与地下城》改编的奇幻电影。2005年10月8日在美国首期放映。

## 剧情介绍
邪恶的男巫师Damodar策劃危险的陰謀，要奪得Ismir王国手里能喚醒沉睡的巨龍的利器。Berek，一位英勇的战士接受了王国的命令，要带领着他的夥伴們去阻止Damodar的复仇计划。Berek和一位女魔法师Melora與一群能并肩作战的同伴，組成一群拥有智力，法術，荣誉和力量要去对抗Damodars與他在新月时唤醒的黑色巨龍……

## 花絮
本電影在台灣上映時被冠上了魔龍傳奇II之標題，不過此中文片名在台灣已於1996年被Dragonheart一片使用，並且還在2000年製作相關的第二部作品《魔龍傳奇續集（Dragonheart: A New Beginning）》，本片事實上和另一部同名电影《魔龍傳奇（Dragonheart）》並無任何關係。而是另一部龙与地下城 (电影)的續集。
更多外文片名：
Dungeons & Dragons 2: The Elemental Might .....(USA) (working title)
Dungeons & Dragons: The Sequel .....(USA) (working title)

## 外部連結
- 龙与地下城 官方网站（英文） （页面存档备份，存于）